# کوسوکه اوتا
کوسوکه اوتا (به انگلیسی: Kosuke Ota) بازیکن فوتبال اهل ژاپن و عضو تیم ملی فوتبال ژاپن است که در تاریخ ۰۶ ژانویه ۲۰۱۰ میلادی اولین بازی ملی‌اش را انجام داد. او در ۱ بازی ملی حضور داشت و آخرین بازی ملی خود را در تاریخ ۶ ژانویه ۲۰۱۰ میلادی انجام داد. کوسوکه اوتا در بازی‌های ملی‌اش
گلی به ثمر نرساند.